# 171 aC
El 171 aC va ser un any del calendari romà prejulià. Durant la República i l'Imperi Romà es coneixia com l'Any del Consolat de Cras i Longí o també any 583 Ab urbe condita o de la fundació de la ciutat). L'ús del nom «171 aC» per referir-se a aquest any es remunta a l'alta edat mitjana, quan el sistema Anno Domini va ser el mètode de numeració dels anys més comú a Europa.

## Esdeveniments

### Antiga Grècia
- Inici de la Tercera Guerra Macedònica: El Regne de l'Epir s'uneix al Regne de Macedònia en la seva lluita contra la República Romana. Les lligues gregues es mantenen neutrals.[2]
- Quint Marci Filip, enviat com a ambaixador davant de Perseu de Macedònia, aconsegueix dissoldre definitivament la Lliga Beòcia.[3]

### Antiga Roma
- Aquest any són elegits cònsols Publi Licini Cras i Gai Cassi Longí.[4]
- Licini Cras dirigeix les forces contra el rei Perseu de Macedònia. Avança cap a l'Epir i Tessàlia, però és derrotat pel rei en un combat de cavalleria en la batalla de Cal·linic.[5]
- Cassi Longí obté com a províncies Itàlia i la Gàl·lia Cisalpina. Per obtenir glòria militar intenta anar a Macedònia, on havia començat la Tercera Guerra Macedònica, i passa per Il·líria, però el Senat l'obliga a renunciar, ja que no es podia començar una guerra sense ordres estrictes, i torna a Itàlia. A la tornada, saqueja sense pietat als escordiscs i altres pobles i fa milers d'esclaus.[6]

### Hispània
- La Hispània Citerior s'uneix a la província d'Hispània Ulterior durant la Primera Guerra Macedònica, però més endavant es tornen a separar (167 aC).[7]
- A la ciutat de Carteia, al sud d'Hispània i propera a Gibraltar, s'hi estableixen quatre mil persones descendents de soldats romans i dones del país i es converteix en la colònia Latina colonia Libertinorum. Està governada per quatorviri coloniae deducendae.[8]

### Nord d'Àfrica
- El cònsol Licini Cras envia a Luci Postumi Albí, Quint Terenci Cul·leó i Gai Aburi a demanar a Massinissa rei dels númides un contingent de cavalleria i elefants de guerra per lluitar contra Perseu de Macedònia.[9]